# فهرست دانشمندان خداناباور

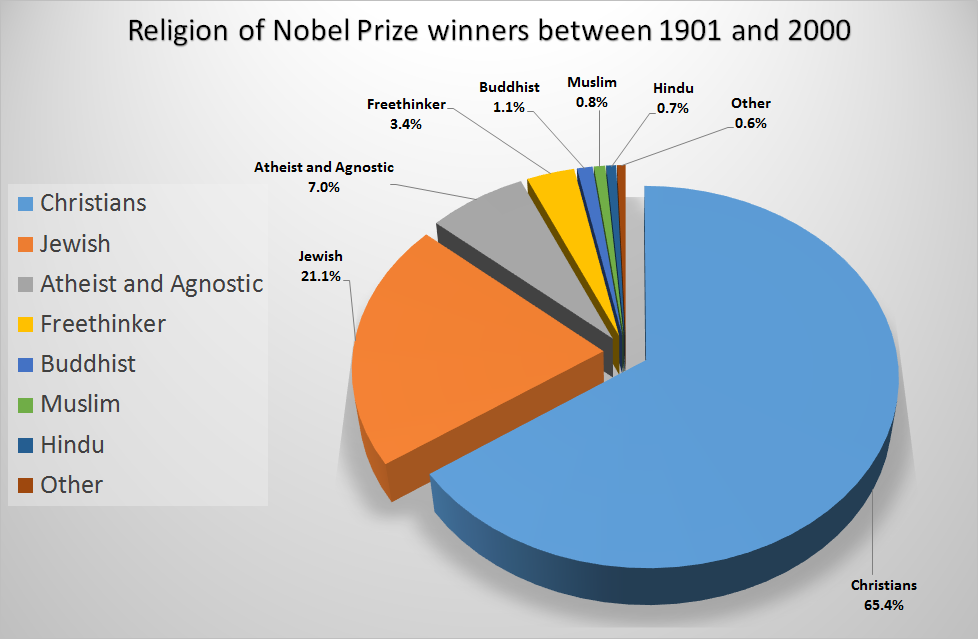
حدود ۱۰٫۵٪ از دانشمندانی که بین سال‌های ۱۹۰۰ تا ۲۰۰۰ موفق به کسب جایزه نوبل شده‌اند، خداناباور، آگنوستیک یا آزاداندیش بوده‌اند.

فهرست دانشمندان خداناباور به معرفی دانشمندان و پژوهشگران برجسته در حوزه علم و تکنولوژی می‌پردازد که به وجود خدا اعتقاد ندارند و این موضوع را به‌صورت علنی اعلام کرده‌اند. خداناباوری به‌معنای عدم باور به وجود خدا است. تخمین زده می‌شود که بین سالهای ۱۹۰۰ تا ۲۰۰۰ و از میان ۶۵۴ برنده جایزه نوبل، در مجموع، حدود ۱۰٫۵٪ از برندگان خداناباور، ندانم‌گرا یا آزاداندیش بوده‌اند.
مطابق یک بررسی در سال ۱۹۱۴، از میان ۱۰۰۰ دانشمند عضو آکادمی ملی علوم آمریکا که به‌طور تصادفی انتخاب شده بودند، ۵۸٪ خداناباور بوده یا در وجود خدا شک داشته‌اند و زمانی که این بررسی محدود به ۴۰۰ دانشمند برجسته شد، این آمار به حدود ۷۰٪ افزایش یافت. تکرار همین بررسی در ۲۰ سال بعد، نشان داد که دو عدد به‌دست آمده رشد داشته و به‌ترتیب به ۶۷٪ و ۸۵٪ رسیده‌اند. انجام‌دهندگان این تحقیق علت درصد بالاتر در میان دانشمندان برجسته‌تر را نتیجه دانش بالاتر، درک و تجربه‌گرایی دانستند. همین شیوه انتخاب و پرسش در سال ۱۹۹۶ توسط گروه دیگری به انجام رسید و اعداد تقریباً مشابهی به‌دست آمد به‌طوری که از میان ۱۰۰۰ دانشمند عضو آکادمی ملی علوم آمریکا که به‌طور تصادفی انتخاب شده بودند، ۶۰٫۷٪ از این دانشمندان خداناباور بوده یا در وجود خدا شک داشته‌اند. این بررسی نشان داد که دانشمندان زیست‌شناسی عضو آکادمی ملی علوم ۶۵٫۲٪ خداناباور و ۶۹٪ نامعتقد به جاودانگی (پس از مرگ) هستند. مطابق همین این آمار، میزان خداناباوری برای فیزیک‌دانهای عضو آکادمی ملی علوم برابر ۷۹٪ و میزان ناباوری به جاودانگی برابر با ۷۶٫۳٪ بوده‌است. درصد بالایی از زیست‌شناسان و فیزیک‌دانان باقی مانده در آمار اعلام شده نیز ندانم‌گرا بوده‌اند و تنها درصد کمی به وجود خدا باور داشته‌اند.
مطابق نظرسنجی مؤسسه پیو که در سال ۲۰۰۹ روی ۲۵۰۰ نفر از دانشمندان عضو انجمن پیشبرد علوم آمریکا انجام شد، ۵۱٪ به نوعی الوهیت یا قدرت بالاتر، ۳۳٪ به خدا و ۱۸٪ به یک روح جهانی یا قدرت بالاتر، اعتقاد داشتند، در حالی‌که ۴۱٪ به وجود خدا یا قدرت بالاتر اعتقاد نداشتند.
از میان برندگان جایزه نوبل، تنها چهار نفر موفق به کسب دو جایزه نوبل شده‌اند که عبارت‌اند از ماری کوری (فیزیک ۱۹۰۳ و شیمی ۱۹۱۱)، لینوس پاولینگ (شیمی ۱۹۵۴ و صلح ۱۹۶۲)، جان باردین (فیزیک ۱۹۵۶ و ۱۹۷۲) و فردریک سنگر (شیمی ۱۹۵۸ و ۱۹۸۰) که هیچ‌کدام یک از آنها خداباور نبودند. لینوس پاولینگ خداناباور و جان باردین، ماری کوری و فردریک سنگر ندانم‌گرا بودند.

## بر اساس زمینه علمی

### ریاضی و علوم کامپیوتر
| ردیف | نگاره | نام                        | ملیت                          | دلیل شهرت | توضیحات | منابع                       |
| ---- | ----- | -------------------------- | ----------------------------- | --- | --- | --------------------------- |
| ۱    |       | برتراند راسل               | بریتانیا                      | قوری راسل فلسفه تحلیلی استدلال خودکار مبادی ریاضیات جایزه نوبل ادبیات نظریه طبیعی مجموعه‌ها | از جمله دستاوردهای او، تلاشش به‌همراه آلفرد نورث وایتهد برای ایجاد بنیانی منطقی برای ریاضیات با کمک منطق کلاسیک بود. او در نقلی می‌گوید: اگر هرچیزی باید علتی داشته باشد، پس خدا هم باید علتی داشته باشد. اگر چیزی (مانند خدا) می‌تواند بدون علت باشد، پس جهان هم می‌تواند مانند خدا بدون علت باشد. | [ ۱۱ ] [ ۱۲ ]               |
| ۲    |       | داوید هیلبرت               | آلمان                         | اصول هیلبرت مسائل هیلبرت برنامه هیلبرت فضای هیلبرت کنش اینشتین-هیلبرت بنیان‌گذاری آنالیز تابعی | | [ ۱۳ ] [ ۱۴ ] [ ۱۵ ]        |
| ۳    |       | ژوزف-لویی لاگرانژ          | ایتالیا · فرانسه              | نظریه اعداد آنالیز ریاضی مکانیک سماوی مکانیک تحلیلی | | [ ۱۶ ]                      |
| ۴    |       | پیر سیمون لاپلاس           | فرانسه                        | معادله لاپلاس، عملگر لاپلاس، تبدیل لاپلاس، توزیع لاپلاس، جبر لاپلاسی، بسط لاپلاس، عدد لاپلاس، فشار لاپلاس، رزنانس مداری، فرضیه سحابی، مکانیک سماوی، هماهنگ‌های کروی، معادله یانگ–لاپلاس                                                                                             | ناپلئون بناپارت شاگرد او بوده‌است. | [ ۱۷ ] [ ۱۸ ] [ ۱۹ ]        |
| ۵    |       | جان فوربز نش               | ایالات متحده آمریکا           | تعادل نش هندسه جبری معادله دیفرانسیل با مشتقات جزئی جایزه یادبود نوبل علوم اقتصادی | او به مدت بیش از ۳ دهه، به بیماری روان‌گسیختگی (اسکیزوفرنی) از نوع پارانوئید مبتلا بود. | [ ۲۰ ] [ ۲۱ ]               |
| ۶    |       | آنری پوانکاره              | فرانسه                        | عدد بتی توپولوژی گروه بنیادی نظریه آشوب نسبیت خاص حدس پوانکاره گروه پوانکاره مسئله سه جسم | حدس پوانکاره که توسط او در اوایل قرن بیستم طرح شد، یکی از مشهورترین مسائل حل نشده ریاضی بود که حدود یک قرن حل نشده باقی ماند تا این که توسط گریگوری پرلمان در سال ۲۰۰۲ حل شد. | [ ۲۲ ] [ ۲۳ ] [ ۲۴ ] [ ۲۵ ] |
| ۷    |       | آلن تورینگ                 | بریتانیا                      | ماشین تورینگ آزمون تورینگ کاهش‌پذیری تورینگ مسئلهٔ ریاضی توقف پدر علوم کامپیوتر و هوش مصنوعی | او چند روش برای شکستن رمزهای مورد استفاده توسط آلمانی‌ها در جنگ جهانی دوم ابداع کرد که از جمله آنها روش ماشینی الکترومکانیکی بود که می‌توانست ویژگی‌های ماشین انیگما را پیدا کند. | [ ۲۶ ] [ ۲۷ ]               |
| ۸    |       | استیو اسمیل                | ایالات متحده آمریکا           | دیفئومورفیسم مدال فیلدز نگاشت نعل اسبی نشان ملی علوم | | [ ۲۸ ]                      |
| ۹    |       | پل اردیش                   | مجارستان                      | ۱۵۰۰ مقاله علمی به‌تنهایی و ۵۰۰ مقاله علمی مشترک | | [ ۲۹ ]                      |
| ۱۰   |       | جان هورتون کانوی           | بریتانیا                      | قضیه اختیار بازی زندگی کانوی | | [ ۳۰ ]                      |
| ۱۱   |       | ژان لو رون دالامبر         | فرانسه                        | شبه‌نیرو معادله موج عملگر دالامبر آزمون دالامبر دینامیک شاره‌ها معادلات کوشی-ریمان | | [ ۳۱ ] [ ۳۲ ]               |
| ۱۲   |       | ژاک آدامار                 | فرانسه                        | ضرب ماتریس نظریه اعداد اول ماتریس هادامارد | | [ ۳۳ ]                      |
| ۱۳   |       | گادفری هارولد هاردی        | بریتانیا                      | آنالیز ریاضی نظریهٔ اعداد اصل هاردی-وینبرگ | | [ ۳۴ ] [ ۳۵ ]               |
| ۱۴   |       | هربرت هاپتمن               | ایالات متحده آمریکا           | جایزه نوبل شیمی تعیین ساختار مولکولی مواد بلوری | | [ ۳۶ ]                      |
| ۱۵   |       | ساموئل کارلین              | ایالات متحده آمریکا           | بلاست طراحی بهینه آنالیز ریاضی نشان ملی علوم چندجمله‌ای چبیشف | | [ ۳۷ ]                      |
| ۱۶   |       | نیکلای لوباچفسکی           | روسیه                         | هندسه هذلولوی هندسه لوباچفسکی | | [ ۳۸ ] [ ۳۹ ]               |
| ۱۷   |       | آندری مارکوف               | روسیه                         | زنجیره مارکوف فرایند تصادفی | | [ ۴۰ ] [ ۴۱ ]               |
| ۱۸   |       | کلود شانون                 | ایالات متحده آمریکا           | ان-گرم، جبر بولی، عدد شانون، رمز دنباله‌ای، دروازه منطقی، انقلاب دیجیتال، کدهای دودویی، رایانه پوشیدنی، رمزنگاری قالبی، ماشین بی‌کاربرد، پد یک‌بار مصرف، آنتروپی اطلاعات، پردازش اطلاعات، الکترونیک دیجیتال، فشرده‌سازی داده‌ها، نظریه نرخ-اعوجاج، پدر نظریه اطلاعات، خط اشتراک دیجیتال | | [ ۴۲ ] [ ۴۳ ]               |
| ۱۹   |       | فرانک رمزی                 | بریتانیا                      | نظریه تصمیم فلسفه ریاضیات نظریه رمزی مدل رشد رمزی | | [ ۴۴ ]                      |
| ۲۰   |       | جان آلن پائلوس             | ایالات متحده آمریکا           | نویسنده کتاب‌های متعدد به‌ویژه در مقابله با بی‌سوادی ریاضیاتی | استاد دانشگاه تمپل | [ ۴۵ ]                      |
| ۲۱   |       | کارل پیرسون                | ایالات متحده آمریکا           | تحلیل مؤلفه‌های اصلی ضریب همبستگی پیرسون | | [ ۴۶ ] [ ۴۷ ]               |
| ۲۲   |       | رابرت فلپس                 | ایالات متحده آمریکا           | فضای باناخ تابع مشتق‌پذیر قضیه بیشاپ-فلپس | | [ ۴۸ ]                      |
| ۲۳   |       | ویلیام جیمز سایدیس         | ایالات متحده آمریکا           | زبان‌شناسی ساخت زبان وِندرگود | او در ۹ سالگی از دانشگاه هاروارد پذیرش گرفت اما تا ۱۱ سالگی اجازه ورود به او ندادند. | [ ۴۹ ]                      |
| ۲۴   |       | گاسپار مونژ                | فرانسه                        | اختراع هندسه ترسیمی | | [ ۱۶ ] [ ۵۰ ] [ ۵۱ ]        |
| ۲۵   |       | جیکوب اپلبام               | ایالات متحده آمریکا           | پروژه تور امنیت رایانه‌ای ویکی‌لیکس | | [ ۵۲ ]                      |
| ۲۶   |       | جان کارمک                  | ایالات متحده آمریکا           | توسعه دهنده اید سافت‌ویر برنامه‌نویس اصلی بازی‌های دوم، فرمانده کین، ولفنشتاین سه‌بعدی، سری بازی‌های لرزش | | [ ۵۳ ] [ ۵۴ ]               |
| ۲۷   |       | لینوس توروالدز             | فنلاند · ایالات متحده آمریکا  | گیت لینوکس هسته لینوکس نرم‌افزار سابسرفیس | | [ ۵۵ ]                      |
| ۲۸   |       | یودیا پرل                  | اسرائیل · ایالات متحده آمریکا | علیت هوش مصنوعی شبکه‌های بیزی | | [ ۵۶ ]                      |
| ۲۹   |       | جان مک‌کارتی                | ایالات متحده آمریکا           | جایزه تورینگ هوش مصنوعی شبکه‌های بیزی زبان برنامه‌نویسی لیسپ | | [ ۵۷ ]                      |
| ۳۰   |       | ری کرزویل                  | ایالات متحده آمریکا           | ترابشریت فوتوریسم آینده‌پژوهی هوش مصنوعی تکینگی فناوری | | [ ۵۸ ]                      |
| ۳۱   |       | ماروین مینسکی              | ایالات متحده آمریکا           | قاب ماشین بی‌کاربرد هوش مصنوعی جایزه تورینگ | | [ ۵۹ ] [ ۶۰ ]               |
| ۳۱   |       | پیر لوئی موپرتوئی          | فرانسه                        | اصل کمترین کنش تراجهش گونه‌ها | | [ ۶۱ ]                      |
| ۳۲   |       | اسکات آرانسان              | ایالات متحده آمریکا           | ماشین تورینگ کوانتومی مسئله برابری پی و ان‌پی | | [ ۶۲ ]                      |
| ۳۳   |       | مایکل عطیه                 | لبنان · بریتانیا              | هندسه توپولوژی مدال فیلدز | | [ ۶۳ ]                      |
| ۳۴   |       | رابرت کایو                 | بلژیک                         | طراح لوگوی WWW پیشنهاد اولین سیستم ابرمتن برای سرن برگزاری اولین کنفرانس شبکه جهانی وب در سرن | | [ ۶۴ ]                      |
| ۳۵   |       | ویلیام کینگدم کلیفورد      | بریتانیا                      | جبر هندسی تابع بسل-کلیفورد | | [ ۶۵ ]                      |
| ۳۶   |       | آگوستوس دمورگان            | بریتانیا                      | قوانین دمورگان جبر دمورگان جبر رابطه‌ای جبر جهانی | | [ ۶۶ ] [ ۶۷ ] [ ۶۸ ]        |
| ۳۷   |       | یوجین دینکین               | روسیه · ایالات متحده آمریکا   | گروه لی جبر لی زنجیره مارکوف دیاگرام دینکین سیستم دینکین | | [ ۶۹ ]                      |
| ۳۸   |       | دامودار دارماناندا کوسامبی | هند                           | سکه‌شناسی جمع‌آوری متون سانسکریت باستانی | | [ ۷۰ ]                      |
| ۳۹   |       | مارکوس جی. رانوم           | ایالات متحده آمریکا           | سامانه تشخیص نفوذ نوآوری در زمینه دیوار آتش ساخت اولین سرور ایمیل اینترنتی | | [ ۷۱ ]                      |
| ۴۰   |       | مارکوس دو ساتوی            | بریتانیا                      | کتاب موسیقی اعداد اول | استاد ریاضی دانشگاه آکسفورد | [ ۷۲ ]                      |
| ۴۱   |       | لاورنتز شوارتز             | فرانسه                        | مدال فیلدز توابع تعمیم یافته | | [ ۷۳ ]                      |
| ۴۲   |       | آلن سوکال                  | ایالات متحده آمریکا           | ماجرای سوکال | استاد ریاضی در کالج دانشگاهی لندن و استاد فیزیک در دانشگاه نیویورک | [ ۷۴ ]                      |
| ۴۳   |       | هوگو استین‌هاوس             | لهستان                        | آنالیز تابعی از بنیان‌گذاران نظریه بازی‌ها و نظریه احتمالات | او یکی از دانشجویان دکتری داوید هیلبرت بود. | [ ۷۵ ]                      |
| ۴۴   |       | آلفرد تارسکی               | لهستان · ایالات متحده آمریکا  | نظریه مدل منطق جبری جبر مجرد منطق ریاضی نظریهٔ مجموعه‌ها پارادوکس باناخ-تارسکی | او در کنار هم‌عصر خود، کورت گودل، با کارهایش در زمینه حقیقت، چهره قرن بیستم را تغییر داد. | [ ۷۶ ]                      |
| ۴۵   |       | الیزور رایت                | ایالات متحده آمریکا           | جدول عمر پدر بیمه عمر | | [ ۷۷ ] [ ۷۸ ]               |
| ۴۶   |       | اسکار زاریسکی              | روسیه · ایالات متحده آمریکا   | هندسه جبری نشان ملی علوم | | [ ۷۹ ]                      |

### فیزیک و اخترفیزیک
| ردیف | نگاره | نام                      | ملیت                           | دلیل شهرت | توضیحات | منابع                                                           |
| ---- | ----- | ------------------------ | ------------------------------ | --- | --- | --------------------------------------------------------------- |
| ۱    |       | ارنست کارل آبه           | روسیه                          | مقدار آبه ساخت اولین شکست‌سنج | او یکی از سه بنیان‌گذار شرکت کارل زایس آگ است. | [ ۸۰ ]                                                          |
| ۲    |       | فی آجزنبرگ-سلوو          | ایالات متحده آمریکا            | طیف‌سنجی هسته‌ای | از مقالات او در زمینه ساختار هسته اتمها و واپاشی آن‌ها، با عنوان «انجیل فیزیک‌دانان هسته‌ای» یاد می‌شود. | [ ۸۱ ] [ ۸۲ ]                                                   |
| ۳    |       | ژورس آلفروف              | روسیه                          | اتصال ناهمگون جایزه نوبل فیزیک | | [ ۸۳ ] [ ۸۴ ]                                                   |
| ۴    |       | جیم الخلیلی              | بریتانیا                       | زندگی علمی مستندساز و مروج علم | استاد فیزیک نظری در دانشگاه ساری او در نقل قولی می‌گوید: خدایی وجود ندارد. چنین چیزی قرار نیست رخ دهد. اگر مردم رویشان را از دین برمی‌گردانند به این علت است که آنها نیازی به نگاهی ماورایی برای این که چطور زندگی کنند، ندارند. | [ ۸۵ ] [ ۸۶ ]                                                   |
| ۵    |       | فلیپ وارن اندرسون        | ایالات متحده آمریکا            | مفهوم برآمدگی ابررسانایی دمابالا نشان ملی علوم جایزه نوبل فیزیک شکست تقارن در فیزیک ذرات                                                                    | | [ ۸۷ ]                                                          |
| ۶    |       | فرانسوا آراگو            | فرانسه                         | قطبنده فعالیت نوری جریان گردابی | | [ ۸۸ ]                                                          |
| ۷    |       | ابهی اشتکار              | هند                            | متغیر اشتکار | | [ ۸۹ ]                                                          |
| ۸    |       | جان استوارت بل           | جمهوری ایرلند                  | نظریه بل درهم‌تنیدگی کوانتومی | | [ ۹۰ ] [ ۹۱ ]                                                   |
| ۹    |       | جان دزموند برنال         | جمهوری ایرلند                  | بلورشناسی با اشعه ایکس | | [ ۹۲ ]                                                          |
| ۱۰   |       | پرسی ویلیام بریجمن       | ایالات متحده آمریکا            | فیزیک فشاربالا جایزه نوبل فیزیک | | [ ۹۳ ] [ ۹۴ ] [ ۹۵ ]                                            |
| ۱۱   |       | شان کارول                | ایالات متحده آمریکا            | تابش تاریک ماده تاریک انرژی تاریک | استاد دانشگاه شیکاگو | [ ۹۶ ]                                                          |
| ۱۲   |       | جیمز چدویک               | بریتانیا · ایالات متحده آمریکا | کشف نوترون پروژه منهتن جایزه نوبل فیزیک شرکت در پروژه منهتن                                                                                                 | ارنست رادرفورد، پدر فیزیک هسته‌ای، استاد راهنمای او در دوره دکتری بود. | [ ۹۷ ]                                                          |
| ۱۳   |       | سوبرامانیان چاندراسخار   | هند · ایالات متحده آمریکا      | حد چاندراسخار کشف مراحل تکامل ستارگان نشان ملی علوم جایزه نوبل فیزیک                                                                                        | او برادرزادهٔ سی وی رامان، برنده جایزه نوبل فیزیک بود. | [ ۹۸ ] [ ۹۹ ]                                                   |
| ۱۴   |       | پیر کوری                 | فرانسه                         | بلورشناسی ثابت کوری دمای کوری جایزه نوبل فیزیک | او همسر ماری کوری بود. | [ ۱۰۰ ]                                                         |
| ۱۵   |       | پائول ارنفست             | اتریش · آلمان                  | اسپینور قضیه ارنفست مکانیک آماری مکانیک کوانتومی فاجعه فرابنفش تئوری تیر تیموشنکو                                                                           | | [ ۱۰۱ ] [ ۱۰۲ ]                                                 |
| ۱۶   |       | پل دیراک                 | بریتانیا                       | ثابت پلانک آمار فرمی-دیراک توسعه نظریه اتمی جایزه نوبل فیزیک فرمول‌بندی انتگرال مسیر الکترودینامیک کوانتومی                                                  | او اینشتین را بیش از هر فیزیک‌دان دیگری تحسین می‌کرد اما اینشتین در نامه‌ای به پائول ارنفست در مورد او می‌نویسد، «من دیراک را اصلاً نمی‌فهمم». با این‌حال، معروف است که دیراک تنها یک‌بار گریست؛ زمان شنیدن خبر مرگ آلبرت اینشتین.     | [ ۱۰۳ ] [ ۱۰۴ ] [ ۱۰۵ ] [ ۱۰۶ ] [ ۱۰۷ ] [ ۱۰۸ ] [ ۱۰۹ ] [ ۱۱۰ ] |
| ۱۷   |       | اروین شرودینگر           | اتریش · آلمان                  | توسعه نظریه اتمی جایزه نوبل فیزیک مکانیک کوانتومی معادله شرودینگر گربه شرودینگر اصل عدم قطعیت برهم‌نهی کوانتومی درهم‌تنیدگی کوانتومی تفسیرهای مکانیک کوانتومی | او که به‌عنوان یکی از پدران مکانیک کوانتومی محسوب می‌شود، در کتابی با عنوان حیات چیست؟، به شرح دیدگاه‌های در مورد زندگی از منظر فیزیک پرداخته‌است.                                                                                 | [ ۱۱۱ ] [ ۱۱۲ ] [ ۱۱۳ ] [ ۱۱۴ ] [ ۱۱۵ ] [ ۱۱۶ ]                 |
| ۱۸   |       | آندره ساخاروف            | روسیه                          | توکامک باریون‌زایی توسعه نظریه اتمی جایزه نوبل صلح پدر بمب هیدروژنی شوروی                                                                                    | | [ ۱۱۷ ] [ ۱۱۸ ] [ ۱۱۹ ]                                         |
| ۱۹   |       | استیون هاوکینگ           | بریتانیا                       | سیاه‌چاله گرانش کوانتومی تابش هاوکینگ پارادوکس اطلاعات سیاه‌چاله قضایای تکینگی پنروز-هاوکینگ                                                                  | او در نقلی می‌گوید: «اگر شما دوست دارید، می‌توانید نام قوانین علمی را خدا بگذارید اما این خدا، خدایی نخواهد بود که شما بتوانید او را ملاقات کنید یا از او سؤال بپرسید.»                                                          | [ ۱۲۰ ] [ ۱۲۱ ]                                                 |
| ۲۰   |       | لویی دو بروی             | فرانسه                         | موج مادی مکانیک بوهمی مکانیک کوانتومی جایزه نوبل فیزیک | | [ ۱۲۲ ] [ ۱۲۳ ]                                                 |
| ۲۱   |       | ارنست ماخ                | اتریش                          | موج ماخ عدد ماخ اصل ماخ امواج شوک الماس‌های ضربه‌ای | | [ ۱۲۴ ] [ ۱۲۵ ] [ ۱۲۶ ]                                         |
| ۲۲   |       | یوجین ویگنر              | مجارستان · ایالات متحده آمریکا | توزیع نیم‌دایره قانون پایستگی نشان ملی علوم سلول ویگنر-سیتز جایزه نوبل فیزیک                                                                                 | | [ ۱۲۷ ]                                                         |
| ۲۳   |       | استیون واینبرگ           | ایالات متحده آمریکا            | اکسیون برهمکنش الکتروضعیف نشان ملی علوم جایزه نوبل فیزیک | او در نقلی می‌گوید: دین یا بدون دین، انسان‌های خوب، کارهای خوب می‌کنند و انسان‌های بد، کارهای بد؛ اما برای اینکه انسان‌های خوب کارهای بد را مرتکب شوند، دین لازم است.                                                               | [ ۱۲۸ ] [ ۱۲۹ ] [ ۱۳۰ ] [ ۱۳۱ ]                                 |
| ۲۴   |       | فرانک کلوز               | بریتانیا                       | استاد فیزیک ذرات در دانشگاه آکسفورد | | [ ۱۳۲ ]                                                         |
| ۲۵   |       | ساموئل تی. کوهن          | ایالات متحده آمریکا            | پدر بمب نوترونی پروژه منهتن | | [ ۱۳۳ ]                                                         |
| ۲۶   |       | جورج چرپک                | لهستان · فرانسه                | جایزه نوبل فیزیک ابداع اتاقک تناسبی چند سیمی به منظور آشکارسازی ذرات                                                                                        | | [ ۱۳۴ ] [ ۱۳۵ ]                                                 |
| ۲۷   |       | واندر یوهانس د هاس       | هلند                           | اثر د هاس-اینشتین اثر د هاس-وان آلفن اثر شوبینکوف-د هاس | | [ ۱۳۶ ]                                                         |
| ۲۸   |       | هیو اورت                 | ایالات متحده آمریکا            | مکانیک کوانتومی تفسیر دنیاهای چندگانه | | [ ۱۳۷ ]                                                         |
| ۲۹   |       | ساندرا فابر              | ایالات متحده آمریکا            | تلسکوپ کک واکنش فابر-جکسون نشان ملی علوم | | [ ۱۳۸ ]                                                         |
| ۳۰   |       | ریچارد فاینمن            | ایالات متحده آمریکا            | پروژه منهتن نقطه فاینمن نانوفناوری رایانش کوانتومی الکترودینامیک کوانتومی فرمول‌بندی انتگرال مسیر بررسی واقعه فضاپیمای چلنجر نشان ملی علوم جایزه نوبل فیزیک  | او در نقلی می‌گوید: خدا همواره برای این اختراع شده که توضیحی برای رمز و رازها باشد. او برای این اختراع شده که پاسخ چیزهایی را بدهد که شما نمی‌دانید.                                                                             | [ ۱۳۹ ] [ ۱۴۰ ] [ ۱۴۱ ] [ ۱۴۲ ]                                 |
| ۳۱   |       | جیمز فرانک               | آلمان                          | اصل فرانک-کاندون آزمایش فرانک–هرتز جایزه نوبل فیزیک | | [ ۱۴۳ ]                                                         |
| ۳۲   |       | جروم ایزاک فریدمان       | ایالات متحده آمریکا            | اثبات کوارک جایزه نوبل فیزیک | | [ ۱۴۴ ]                                                         |
| ۳۳   |       | کریستر فوگلسانگ          | سوئد                           | فضانورد | | [ ۱۴۵ ]                                                         |
| ۳۴   |       | جرج گاموف                | روسیه                          | مه‌بانگ واپاشی آلفا تونل زنی کوانتومی نویسنده کتاب‌های علمی عامه‌فهم                                                                                           | | [ ۱۴۶ ] [ ۱۴۷ ] [ ۱۴۸ ] [ ۱۴۹ ]                                 |
| ۳۵   |       | ویتالی لازاریویچ گینزبرگ | روسیه                          | پلاسما ابررسانایی ابرشارگی فروالکتریسیته جایزه نوبل فیزیک یکی از پدران بمب هیدروژنی روسیه                                                                   | | [ ۱۵۰ ]                                                         |
| ۳۶   |       | گوردون گلد               | ایالات متحده آمریکا            | اختراع لیزر | | [ ۱۵۱ ] [ ۱۵۲ ]                                                 |
| ۳۷   |       | دیوید گراس               | ایالات متحده آمریکا            | آزادی مجانبی نظریه ریسمان نظریه نیروی هسته‌ای قوی جایزه نوبل فیزیک                                                                                           | | [ ۱۵۳ ]                                                         |
| ۳۸   |       | پیتر هیگز                | بریتانیا                       | بوزون هیگز سازوکار هیگز جایزه نوبل فیزیک شکست متقارن در برهمکنش الکتروضعیف                                                                                  | | [ ۱۵۴ ]                                                         |
| ۳۹   |       | راسل هالس                | ایالات متحده آمریکا            | تپ اختر امواج گرانشی جایزه نوبل فیزیک | | [ ۱۵۵ ]                                                         |
| ۴۰   |       | فردریک ژولیو کوری        | فرانسه                         | کشف رادیواکتیویتهٔ مصنوعی جایزه نوبل شیمی | او همسر ایرن ژولیو کوری بود و همچنین از او به‌عنوان یک شیمی‌دان نیز یاد می‌شود. | [ ۱۵۶ ] [ ۱۵۷ ]                                                 |
| ۴۱   |       | ایرن ژولیو کوری          | فرانسه                         | کشف رادیواکتیویتهٔ مصنوعی جایزه نوبل شیمی | او دختر ماری کوری بود و همچنین از او به‌عنوان یک شیمی‌دان نیز یاد می‌شود. | [ ۱۵۸ ] [ ۱۵۹ ]                                                 |
| ۴۲   |       | لاورنس کراوس             | ایالات متحده آمریکا            | انرژی تاریک کتاب جهانی از عدم | | [ ۱۶۰ ]                                                         |
| ۴۳   |       | لو لانداو                | اتحاد جماهیر شوروی             | ابرشارگی ابررسانایی الکترودینامیک کوانتوم نظریه گذار فاز درجه دو تئوری کوانتومی دیامغناطیس جایزه نوبل فیزیک                                                 | | [ ۱۶۱ ] [ ۱۶۲ ]                                                 |
| ۴۴   |       | لئون لدرمن               | ایالات متحده آمریکا            | کوارک ته کشف نوترینوی میون نشان ملی علوم جایزه نوبل فیزیک                                                                                                   | | [ ۱۶۳ ]                                                         |
| ۴۵   |       | جان لزلی                 | ایالات متحده آمریکا            | مطالعه گرما مکعب لزلی | | [ ۱۶۴ ]                                                         |
| ۴۶   |       | فریتس تسوئیکی            | سوئیس                          | ماده تاریک ابرنواختر کهکشان ستاره نوترونی | | [ ۱۶۵ ] [ ۱۶۶ ]                                                 |
| ۴۷   |       | سیمون ون درمیر           | هلند                           | کشف ذرات میانی W و Z جایزه نوبل فیزیک | | [ ۱۶۷ ]                                                         |
| ۴۸   |       | یووال نیمان              | اسرائیل                        | هادرون | | [ ۱۶۸ ] [ ۱۶۹ ]                                                 |
| ۴۹   |       | فرانک اوپنهایمر          | ایالات متحده آمریکا            | پروژه منهتن غنی‌سازی اورانیوم | او برادر کوچکتر رابرت اوپنهایمر است. | [ ۱۷۰ ]                                                         |
| ۵۰   |       | رابرت اوپنهایمر          | ایالات متحده آمریکا            | پروژه منهتن پدر بمب اتمی جنگ‌افزار هسته‌ای غنی‌سازی اورانیوم تقریب بورن-اوپنهایمر                                                                              | او برادر بزرگتر فرانک اوپنهایمر است. | [ ۱۷۱ ] [ ۱۷۲ ]                                                 |
| ۵۱   |       | باب پارک                 | ایالات متحده آمریکا            | نقد شبه‌علم نقد پزشکی جایگزین | | [ ۱۷۳ ]                                                         |
| ۵۲   |       | راجر پنروز               | بریتانیا                       | نظریه ارک-آر پلکان پنروز فرایند پنروز نمودار پنروز فرضیه سانسور کیهانی تفسیر مکانیک کوانتومی                                                                | | [ ۱۷۴ ] [ ۱۷۵ ]                                                 |
| ۵۳   |       | ژان باتیست پرن           | فرانسه                         | پرتو کاتدی حرکت براونی عدد آووگادرو جایزه نوبل فیزیک کشف تعادل رسوب گذاری                                                                                   | او پدر فیزیک‌دان هسته‌ای، فرانسیس پرن بود. | [ ۱۷۶ ]                                                         |
| ۵۴   |       | فرانسیس پرن              | فرانسه                         | فیزیک هسته‌ای انرژی هسته‌ای | او فرزند ژان باتیست پرن، فیزیکدان برنده جایزه نوبل بود. | [ ۱۷۷ ]                                                         |
| ۵۵   |       | کارل سیگن                | ایالات متحده آمریکا            | جهان دیوزده لوح پایونیر اژدهایان بهشت نقطه آبی کمرنگ صفحه طلایی وویجر اخترزیست‌شناسی جستجوی هوش فرازمینی گیتی: یک سفر شخصی                                   | | <                                                               |
| ۵۶   |       | مقناد ساها               | هند                            | یونیزاسیون حرارتی معادله یونیزاسیون ساها | | [ ۱۸۰ ] [ ۱۸۱ ]                                                 |
| ۵۷   |       | هانس جوچیم شلنهوبر       | آلمان                          | فیزیک اتمسفر | | [ ۱۸۲ ] [ ۱۸۳ ]                                                 |
| ۵۸   |       | دنیس ویلیام سیاما        | بریتانیا                       | کیهان‌شناسی یکی از پدران کیهان‌شناسی مدرن | او استاد راهنمای دوره دکتری افرادی مانند استیون هاوکینگ، مارتین ریس و دیوید دویچ بوده‌است. | [ ۱۸۴ ]                                                         |
| ۵۹   |       | ویلیام شاکلی             | بریتانیا                       | تریستور کاشت یون دیود شاکلی نیمه‌هادی‌ها اختراع ترانزیستور جایزه نوبل فیزیک                                                                                   | | [ ۱۸۵ ]                                                         |
| ۶۰   |       | ادموند هالی              | بریتانیا                       | دنباله‌دار هالی ثبت گذر عطارد | | [ ۱۸۶ ]                                                         |
| ۶۲   |       | مارک اولیفانت            | استرالیا                       | دوتریوم تریتیوم هلیم-۳ توسعه رادار همجوشی هسته‌ای | | [ ۱۸۷ ]                                                         |
| ۶۳   |       | روبی پاین-اسکات          | استرالیا                       | پیشرو در اخترشناسی رادیویی نخستین زن در اخترشناسی رادیویی                                                                                                   | | [ ۱۸۸ ]                                                         |
| ۶۴   |       | ایزیدور ایزاک رابی       | لهستان · ایالات متحده آمریکا   | چرخه رابی جایزه نوبل فیزیک ابداع روش تشدید برای ثبت خواص مغناطیسی هسته‌های اتمی                                                                              | | [ ۱۸۹ ]                                                         |
| ۶۵   |       | مارتین ریس               | بریتانیا                       | اختروش تابش زمینه کیهانی رئیس انجمن سلطنتی | | [ ۱۹۰ ]                                                         |
| ۶۶   |       | گروته ریبر               | ایالات متحده آمریکا            | از پیشگامان اخترشناسی رادیویی | | [ ۱۹۱ ]                                                         |
| ۶۷   |       | کارولین پورکو            | ایالات متحده آمریکا            | انسلادوس حلقه سیاره‌ای هدایت کاوشگر کاسینی عضو تیم تصویربرداری وویجر                                                                                         | | [ ۱۹۲ ]                                                         |
| ۶۸   |       | فرد هویل                 | بریتانیا                       | مه‌بانگ پان‌اسپرمیا هسته‌زایی ستاره‌ای نظریه حالت پایدار فرایند آلفا سه‌گانه                                                                                     | | [ ۱۹۳ ]                                                         |
| ۶۹   |       | دیوید دویچ               | اسرائیل · بریتانیا             | رایانش کوانتومی ماشین تورینگ کوانتومی | | [ ۱۹۴ ]                                                         |
| ۷۰   |       | ژروم لالاند              | فرانسه                         | اخترشناسی | | [ ۱۹۵ ] [ ۱۹۶ ]                                                 |
| ۷۱   |       | نیلز بور                 | دانمارک                        | اثر بور مدل بور شعاع بور تفسیر کپنهاگی نظریه بی‌کی‌اس نظریه سومرفیلد-بور مناظرات بور-اینشتین جایزه نوبل فیزیک                                                 | او وجود عنصری مانند زیرکونیوم را پیش‌بینی کرد که بعداً کشف و هافنیوم (که نامی لاتین و معادلی برای کوپنهاگ بود) نام گرفت. | [ ۱۹۷ ] [ ۱۹۸ ]                                                 |
| ۷۲   |       | هانس بیته                | آلمان · ایالات متحده آمریکا    | فیزیک هسته‌ای الکترودینامیک کوانتومی هسته‌زایی ستاره‌ای نظریه میدان بلور جایزه نوبل فیزیک                                                                      | | [ ۱۹۹ ] [ ۲۰۰ ]                                                 |
| ۷۳   |       | پاتریک بلاکت             | بریتانیا                       | پرتو کیهانی جایزه نوبل فیزیک دیرینه‌مغناطیس‌شناسی تکمیل روش اتاقک ابری ویلسون                                                                                 | | [ ۲۰۱ ]                                                         |
| ۷۴   |       | نیکولاس بلومبرگر         | هلند · ایالات متحده آمریکا     | طیف‌سنجی لیزر نشان ملی علوم جایزه نوبل فیزیک | | [ ۲۰۲ ]                                                         |
| ۷۵   |       | انریکو فرمی              | ایتالیا · ایالات متحده آمریکا  | مسئله فرمی پارادوکس فرمی برهم‌کنش فرمی آمار فرمی-دیراک جایزه نوبل فیزیک واکنش زنجیره‌ای هسته‌ای                                                                | | [ ۱۹۹ ]                                                         |
| ۷۶   |       | وال لوگسدون فیچ          | ایالات متحده آمریکا            | کشف نقض سی‌پی نشان ملی علوم جایزه نوبل فیزیک | | [ ۲۰۳ ]                                                         |
| ۷۷   |       | ماری گل-من               | ایالات متحده آمریکا            | مدل کوارک ذرات بنیادی جایزه نوبل فیزیک | | [ ۲۰۴ ]                                                         |
| ۷۸   |       | ریکاردو جیاکونی          | ایتالیا · ایالات متحده آمریکا  | نشان ملی علوم جایزه نوبل فیزیک بنیان‌گذار اخترشناسی پرتو ایکس                                                                                                | | [ ۲۰۵ ]                                                         |
| ۷۹   |       | ایوار یور                | نروژ · ایالات متحده آمریکا     | جایزه نوبل فیزیک کشف پدیدهٔ تونل زنی در نیم‌رساناها و ابررساناها                                                                                              | | [ ۲۰۶ ] [ ۲۰۷ ]                                                 |
| ۸۰   |       | شلدون لی گلاشو           | ایالات متحده آمریکا            | برهمکنش الکتروضعیف جایزه نوبل فیزیک | | [ ۲۰۸ ]                                                         |
| ۸۱   |       | روی جی. گلوبر            | ایالات متحده آمریکا            | جایزه نوبل فیزیک پایه‌گذاری نورشناسی کوانتومی | | [ ۲۰۹ ]                                                         |
| ۸۲   |       | سرژ هاروش                | مراکش · ایالات متحده آمریکا    | طیف‌سنجی لیزر ناهمدوسی کوانتومی جایزه نوبل فیزیک | | [ ۲۱۰ ]                                                         |
| ۸۳   |       | ماساتوشی کوشیبا          | ژاپن                           | نوترینو اخترفیزیک جایزه نوبل فیزیک | | [ ۲۱۱ ]                                                         |
| ۸۴   |       | جان مایکل کوسترلیتز      | بریتانیا                       | فیزیک ماده چگال جایزه نوبل فیزیک | | [ ۲۱۲ ]                                                         |
| ۸۵   |       | میشل مایور               | سوئیس                          | ۵۱ پگاسوس جایزه نوبل فیزیک | | [ ۲۱۳ ]                                                         |
| ۸۶   |       | آلبرت آبراهام مایکلسون   | ایالات متحده آمریکا            | اندازه‌گیری سرعت نور آزمایش مایکلسون-مورلی جایزه نوبل فیزیک                                                                                                  | | [ ۲۱۴ ]                                                         |
| ۸۷   |       | کنستانتین نووسلف         | روسیه · بریتانیا               | کربن فوق نازک جایزه نوبل فیزیک | | [ ۲۱۵ ]                                                         |
| ۸۸   |       | جیم پیبلس                | ایالات متحده آمریکا · کانادا   | تابش زمینه کیهانی ماده تاریک سرد جایزه نوبل فیزیک | | [ ۲۱۶ ]                                                         |
| ۸۹   |       | دیدیه کلاز               | سوئیس                          | جایزه نوبل فیزیک کشف اولین سیاره خارج از منظومه شمسی | | [ ۲۱۷ ]                                                         |
| ۹۰   |       | برایان اشمیت             | ایالات متحده آمریکا · استرالیا | جایزه نوبل فیزیک ارائه شواهدی از شتاب در انبساط جهان | | [ ۲۱۸ ]                                                         |
| ۹۱   |       | جک اشتینبرگر             | آلمان · ایالات متحده آمریکا    | کشف میون نوترینو نشان ملی علوم جایزه نوبل فیزیک | | [ ۲۱۹ ]                                                         |
| ۹۲   |       | ایگور یوگنیویچ تام       | روسیه                          | تابش چرنکوف جایزه نوبل فیزیک | | [ ۲۲۰ ] [ ۲۲۱ ]                                                 |
| ۹۳   |       | کیپ تورن                 | ایالات متحده آمریکا            | نسبیت عام کیهان‌شناسی امواج گرانشی جایزه نوبل فیزیک رصدخانه موج گرانشی با تداخل‌سنج لیزری                                                                     | | [ ۲۲۲ ]                                                         |
| ۹۴   |       | یوهان واندروالس          | هلند                           | قانون گازها نیروی واندروالسی شعاع واندروالسی جایزه نوبل فیزیک                                                                                               | | [ ۱۹۹ ]                                                         |
| ۹۵   |       | مارتینیوس ولتمن          | هلند                           | فیزیک ذرات جایزه نوبل فیزیک | | [ ۲۲۳ ]                                                         |
| ۹۶   |       | هرمان باندی              | اتریش · بریتانیا               | نسبیت عام نظریه حالت پایدار | | [ ۲۲۴ ] [ ۲۲۵ ]                                                 |
| ۹۷   |       | پال کالاهان              | نیوزیلند                       | تحقیقات در زمینه ان‌ام‌آر و ام‌آرآی | | [ ۲۲۶ ]                                                         |
| ۹۸   |       | آلن هیل                  | نیوزیلند                       | سیارات فراخورشیدی کشف دنباله‌دار هیل-باپ | | [ ۲۲۷ ]                                                         |
| ۹۹   |       | لوبوس موتل               | جمهوری چک                      | نظریه ریسمان نظریه ماتریس حدس جاذبه ضعیف | او یک خداناباور مسیحی است. | [ ۲۲۸ ] [ ۲۲۹ ]                                                 |
| ۱۰۰  |       | لیسا رندل                | ایالات متحده آمریکا            | کیهان‌شناسی مدل استاندارد مدل رندل-ساندرام کتاب گذرگاه‌های تاب‌دار                                                                                             | | [ ۲۳۰ ]                                                         |
| ۱۰۱  |       | جرج اسموت                | ایالات متحده آمریکا            | کاوشگر زمینهٔ کیهان تابش زمینه کیهانی جایزه نوبل فیزیک | | [ ۲۳۱ ]                                                         |
| ۱۰۲  |       | ویکتور استنجر            | ایالات متحده آمریکا            | نقد شبه‌علم نقد دین ابداع اصطلاح کلام قصار نویسنده کتاب خدا: انگاره شکست‌خورده                                                                                | او در نقلی می‌گوید: علم شما را به ماه پرواز می‌دهد، دین شما را به ساختمان می‌کوبد.. | [ ۲۳۲ ] [ ۲۳۳ ]                                                 |
| ۱۰۳  |       | لئونارد ساسکیند          | ایالات متحده آمریکا            | حبس رنگ اصل تمام‌نگاری کرومودینامیک کوانتومی | | [ ۲۳۴ ]                                                         |
| ۱۰۴  |       | ویکتور وایسکاپف          | اتریش · ایالات متحده آمریکا    | الکترودینامیک کوانتومی ساختار هسته اتم نشان ملی علوم رئیس بخش نظری پروژه منهتن                                                                              | او دوره دکتری خود را با ماکس بورن و دوره پسادکتری خود را با ورنر هایزنبرگ، اروین شرودینگر، ولفگانگ پاولی و نیلز بور گذراند. او بعد از جنگ جهانی دوم به عضویت کمپین ضد گسترش جنگ‌افزارهای هسته‌ای درآمد.                          | [ ۲۳۵ ]                                                         |
| ۱۰۵  |       | یاکوف زلدوویچ            | بلاروس · روسیه                 | پروژه بمب اتمی شوروی تابش هاوکینگ اثر سونیائف زلدوویچ | | [ ۲۳۶ ] [ ۲۳۷ ]                                                 |
| ۱۰۶  |       | دیوید اسلون ویلسون       | ایالات متحده آمریکا            | مروج علم انتخاب گروهی نظریه انتخاب چندسطحی | | [ ۲۳۸ ]                                                         |

### شیمی
| ردیف | نگاره | نام                       | ملیت                            | دلیل شهرت | توضیحات | منابع           |
| ---- | ----- | ------------------------- | ------------------------------- | --- | --- | --------------- |
| ۱    |       | سوانته آرنیوس             | سوئد                            | معادله آرنیوس تفکیک (شیمی) واکنش اسید و باز کشف اثر گلخانه‌ای جایزه نوبل شیمی | | [ ۲۳۹ ] [ ۲۴۰ ] |
| ۲    |       | پیتر اتکینز               | بریتانیا                        | نویسنده کتابهای درسی شیمی دانشگاهی | استاد سابق دانشگاه آکسفورد                                                                                                | [ ۲۴۱ ]         |
| ۳    |       | مارسلین بارتلت            | فرانسه                          | ترموشیمی اصل بارتلت-تامسون | | [ ۲۴۲ ] [ ۲۴۳ ] |
| ۴    |       | کلود لویی برتوله          | فرانسه                          | تولید آب ژاول تعادل شیمیایی واکنش‌های برگشت‌پذیر کشف خاصیت رنگ‌زدایی کلر | | [ ۱۶ ]          |
| ۵    |       | ژوزف لویی گیلوساک         | فرانسه                          | قانون گیلوساک | | [ ۲۴۴ ]         |
| ۶    |       | لینوس پاولینگ             | ایالات متحده آمریکا             | مارپیچ آلفا، الکترونگاتیوی، مدل فضاپرکن، ساختار ملکول‌ها، ساعت مولکولی، پزشکی مولکولی، قوانین پائولینگ، شیمی کوانتومی، ساختار رزونانسی، نظریه پیوند ظرفیت، پیوندهای شیمیایی، نشان ملی علوم، جایزه نوبل صلح، جایزه نوبل شیمی | دو سال قبل از مرگ پاولینگ، فیلسوفی بودایی به نام دایسوکه ایکیدا دیالوگی از او منتشر کرد و خداناباور بودن او را تأیید کرد. | [ ۱۰۴ ]         |
| ۶    |       | آلفرد نوبل                | سوئد                            | اختراع دینامیت بنیان‌گذار جایزه نوبل | | [ ۲۴۵ ] [ ۲۴۶ ] |
| ۷    |       | جان کارنفورت              | استرالیا بریتانیا               | شیمی فضایی سنتز کلسترول واکنشگر کورنفورث | | [ ۲۴۷ ]         |
| ۸    |       | کارل جراسی                | بلغارستان · ایالات متحده آمریکا | قرص ضدبارداری | | [ ۲۴۸ ]         |
| ۹    |       | ریچارد ارنست              | سوئیس                           | زاویه ارنست جایزه نوبل شیمی تشدید مغناطیسی هسته دوبعدی (2DNMR) تشدید مغناطیسی هسته تبدیل فوریه (FTNMR) | | [ ۲۴۹ ]         |
| ۱۰   |       | رولد هافمن                | لهستان · ایالات متحده آمریکا    | سازوکار واکنش اصل ایزولوبی جایزه نوبل شیمی | | [ ۲۵۰ ]         |
| ۱۱   |       | هارولد کروتو              | بریتانیا                        | کشف فولرن جایزه نوبل شیمی | | [ ۲۵۱ ]         |
| ۱۲   |       | پال لاتربور               | ایالات متحده آمریکا             | کشف ام‌آرآی (MRI) جایزه نوبل فیزیولوژی و پزشکی | | [ ۲۵۲ ]         |
| ۱۳   |       | ژان ماری لن               | فرانسه                          | شیمی فراذره‌ای اترهای تاجی جایزه نوبل شیمی | | [ ۲۵۳ ]         |
| ۱۴   |       | اچ. کریستوفر لانگت-هیگینز | بریتانیا                        | علوم شناختی | | [ ۲۵۴ ]         |
| ۱۵   |       | ویلهلم اوستوالد           | آلمان                           | پیپت کاتالیزور ویسکومتر فرایند استوالد ترویج اصطلاح مول جایزه نوبل شیمی | | [ ۲۵۵ ]         |
| ۱۶   |       | ماکس پراتز                | بریتانیا                        | پروتئین‌های کروی جایزه نوبل شیمی | | [ ۲۵۶ ]         |
| ۱۶   |       | روزالیند فرانکلین         | بریتانیا                        | بلورشناس پرتو ایکس کشف ساختار دی‌ان‌ای، زغال‌سنگ، گرافیت، انواع ویروس‌ها | | [ ۲۵۷ ] [ ۲۵۸ ] |
| ۱۷   |       | پل بویر                   | ایالات متحده آمریکا             | آدنوزین تری‌فسفات جایزه نوبل شیمی | | [ ۲۵۹ ]         |
| ۱۸   |       | هارولد یوری               | ایالات متحده آمریکا             | کشف دوتریم آزمایش میلر–یوری جایزه نوبل شیمی | | [ ۲۶۰ ]         |
| ۱۹   |       | لارند آسپری               | ایالات متحده آمریکا             | فلوئور لانتانید اکتینید عنصرهای خاکی کمیاب | | [ ۲۶۱ ]         |
| ۲۰   |       | سیف الاسلام               | بریتانیا                        | انرژی تمیز باتری یون‌لیتیم سلول خورشیدی پروسکایت | استاد شیمی مواد در دانشگاه باث                                                                                            | [ ۲۶۲ ] [ ۲۶۳ ] |
| ۲۱   |       | گرهارد هرتسبرگ            | آلمان · کانادا                  | طیف‌بینی مولکولی جایزه نوبل شیمی | | [ ۲۶۴ ]         |

### علوم زیستی
| ردیف | نگاره                                                                              | نام                 | ملیت                           | دلیل شهرت                                                                                 | توضیحات | منابع                                                   |
| ---- | ---------------------------------------------------------------------------------- | ------------------- | ------------------------------ | ----------------------------------------------------------------------------------------- | --- | ------------------------------------------------------- |
| ۱    |                                                                                    | فرانسیس کریک        | بریتانیا                       | خودآگاهی کشف ساختار دی‌ان‌ای جایزه نوبل فیزیولوژی و پزشکی قاعده اصلی زیست‌شناسی مولکولی      | او در نقلی می‌گوید: فرضیه خدا نسبتاً بی‌اعتبار است. | [ ۲۶۵ ] [ ۲۶۶ ] [ ۲۶۷ ] [ ۲۶۸ ] [ ۲۶۹ ] [ ۲۷۰ ] [ ۲۷۱ ] |
| ۲    |                                                                                    | ریچارد داوکینز      | بریتانیا                       | نقد دین جهان میانی خداناباوری نو فرگشت ژن محور طراح مفهوم میم فنوتیپ گسترش‌یافته           | او در کتاب توهم خدا می‌نویسد: اگر معنی خدا این باشد که یک دسته قوانین فیزیکی برجهان حاکم است، پس مسلماً خدا وجود دارد. اما چنین خدایی ازنظر عاطفی راضی‌کننده نیست. دعا کردن به درگاه قانون گرانش چندان کار معقولی نیست.      | [ ۲۷۲ ] [ ۲۷۳ ] [ ۲۷۴ ]                                 |
| ۳    |                                                                                    | زیگموند فروید       | اتریش                          | روانکاوی عقده ادیپ واپس‌رانی سازوکار دفاعی نهاد، خود، فراخود                               | او در نقلی، مفهوم خدا را این گونه توصیف می‌کند: اساساً خدا چیزی نیست جز پدری که او را تعالی بخشیده‌اند. | [ ۲۷۵ ]                                                 |
| ۴    |                                                                                    | ایوان پاولف         | روسیه                          | رفتاردرمانی شرطی‌شدن کلاسیک جایزه نوبل فیزیولوژی و پزشکی                                   | | [ ۲۷۶ ]                                                 |
| ۵    |                                                                                    | جیمز واتسون         | ایالات متحده آمریکا            | کشف ساختار دی‌ان‌ای زیست‌شناسی مولکولی جایزه نوبل فیزیولوژی و پزشکی                          | او در نقلی می‌گوید: بزرگ‌ترین فایده اعتقاد به خدا این است که شما نیازی به فهمیدن هیچ چیزی ندارید، نه فیزیک، نه زیست‌شناسی. من می‌خواستم که بفهمم.                                                                             | [ ۲۷۷ ] [ ۲۷۸ ] [ ۲۷۹ ]                                 |
| ۶    |                                                                                    | پاتریک بیتسون       | بریتانیا                       | مکعب بیتسون رئیس انجمن جانورشناسی لندن                                                    | استاد سابق دانشگاه کمبریج | [ ۲۸۰ ]                                                 |
| ۷    |                                                                                    | جولیوس اکسلراد      | ایالات متحده آمریکا            | متابولیسم کاتکول‌آمین جایزه نوبل فیزیولوژی و پزشکی                                         | | [ ۲۸۱ ]                                                 |
| ۸    |                                                                                    | جرج بیدل            | ایالات متحده آمریکا            | نظریه یک ژن ـ یک آنزیم چگونگی عمل ژن در فرایند متابولیسم جایزه نوبل فیزیولوژی و پزشکی     | | [ ۲۸۲ ]                                                 |
| ۹    |                                                                                    | پل بروکا            | فرانسه                         | آنتروپومتری ناحیه بروکا انسان‌شناسی زیستی                                                  | | [ ۲۸۳ ]                                                 |
| ۱۰   |                                                                                    | فرانک مک‌فارلن بارنت | استرالیا                       | ایمنی اکتسابی جایزه نوبل فیزیولوژی و پزشکی                                                | | [ ۲۸۴ ]                                                 |
| ۱۱   |                                                                                    | والتر بردفورد کانن  | ایالات متحده آمریکا            | هم‌ایستایی پاسخ جنگ و گریز نظریه کانن-بارد رئیس سابق مدرسه پزشکی هاروارد                   | | [ ۲۸۵ ]                                                 |
| ۱۲   | پرونده:Jerry Coyne, American professor of biology at the University of Chicago.jpg | جری کوین            | ایالات متحده آمریکا            | ژنتیک فرگشتی                                                                              | | [ ۲۸۶ ]                                                 |
| ۱۳   |                                                                                    | جری کوین            | ایالات متحده آمریکا            | نویسنده کتاب‌های سقوط، سومین شامپانزه و اسلحه، میکروب و فولاد                              | استاد دانشگاه کالیفرنیا، لس‌آنجلس | [ ۲۸۷ ]                                                 |
| ۱۴   |                                                                                    | کامیلو گلژی         | ایتالیا                        | دستگاه عصبی اندام وتری گلژی کشف دستگاه گلژی جایزه نوبل فیزیولوژی و پزشکی                  | | [ ۲۸۸ ] [ ۲۸۹ ]                                         |
| ۱۵   |                                                                                    | سوزان گرینفیلد      | بریتانیا                       | بیماری آلزایمر بیماری پارکینسون                                                           | | [ ۲۹۰ ]                                                 |
| ۱۶   |                                                                                    | جان هالدین          | بریتانیا                       | آنزیم پیدایش حیات قانون هالدین ژنتیک جمعیت انتخاب خویشاوندی                               | | [ ۲۹۱ ]                                                 |
| ۱۷   |                                                                                    | ویلیام دی همیلتون   | بریتانیا                       | قانون همیلتون انتخاب خویشاوندی                                                            | | [ ۲۹۲ ]                                                 |
| ۱۸   |                                                                                    | گرهارد آرمور هانسن  | نروژ                           | همه‌گیرشناسی کشف باکتری مایکوباکتریوم لپره (عامل جذام)                                     | | [ ۲۹۳ ]                                                 |
| ۱۹   |                                                                                    | جولیان هاکسلی       | بریتانیا                       | اصلاح نژاد سنتز مدرن رویان‌شناسی نخستین رئیس سازمان یونسکو دبیر سابق انجمن جانورشناسی لندن | | [ ۲۹۴ ]                                                 |
| ۲۰   |                                                                                    | فرانسوا ژاکوب       | فرانسه                         | اپران جایزه نوبل فیزیولوژی و پزشکی                                                        | | [ ۲۹۵ ]                                                 |
| ۲۱   |                                                                                    | ژاک مونو            | فرانسه                         | اپران لک دگرریختاری جایزه نوبل فیزیولوژی و پزشکی                                          | | [ ۲۹۶ ]                                                 |
| ۲۲   |                                                                                    | استوارت کافمن       | ایالات متحده آمریکا            | پیدایش حیات سامانه‌های پیچیده شبکه تنظیم‌کننده ژن                                           | او در نقلی می‌گوید: کدام شگفت‌انگیزتر است؟ خلق همه چیز در ۶ روز توسط خدا یا تشکیل زیست‌کره بدون کمک خارجی و بدون خالق و نسبتاً بی‌قانون؟ من دومی را حیرت برانگیزتر می‌دانم.                                                     | [ ۲۹۷ ] [ ۲۹۸ ]                                         |
| ۲۳   |                                                                                    | آلفرد کینزی         | ایالات متحده آمریکا            | سکس‌شناسی مقیاس کینزی میل جنسی در انسان                                                    | | [ ۲۹۹ ]                                                 |
| ۲۴   |                                                                                    | چارلز لاورن         | فرانسه                         | مالاریا تریپانوزومیاز مطالعه پروتوزوآهای انگلی جایزه نوبل فیزیولوژی و پزشکی               | | [ ۳۰۰ ] [ ۳۰۱ ]                                         |
| ۲۵   |                                                                                    | ژاک لوب             | آلمان · ایالات متحده آمریکا    | تلقیح یک سلول ماده بدون دخالت یاخته نر                                                    | | [ ۳۰۲ ] [ ۳۰۳ ]                                         |
| ۲۶   |                                                                                    | جان مینارد اسمیت    | بریتانیا                       | نظریه بازی‌ها زیست‌شناسی فرگشتی                                                             | | [ ۳۰۴ ]                                                 |
| ۲۷   |                                                                                    | ارنست مایر          | ایالات متحده آمریکا            | فرگشت آرایه‌شناسی پرندگان ژنتیک جمعیتی                                                     | | [ ۳۰۵ ]                                                 |
| ۲۸   |                                                                                    | پیتر مداوار         | برزیل                          | پیوند عضو جایزه نوبل فیزیولوژی و پزشکی                                                    | | [ ۳۰۶ ]                                                 |
| ۲۹   |                                                                                    | ایلیا مچنیکو        | روسیه                          | بیگانه‌خواری ایمنی سلولی پیری‌شناسی مطالعه دستگاه ایمنی جایزه نوبل فیزیولوژی و پزشکی        | | [ ۳۰۷ ]                                                 |
| ۳۰   |                                                                                    | پیتر دی میچل        | بریتانیا                       | جایزه نوبل شیمی کشف سازوکار سنتز آدنوزین تری‌فسفات                                         | | [ ۳۰۸ ]                                                 |
| ۳۱   |                                                                                    | توماس هانت مورگان   | ایالات متحده آمریکا            | نقش کروموزومها در وراثت جایزه نوبل فیزیولوژی و پزشکی                                      | | [ ۳۰۹ ] [ ۳۱۰ ]                                         |
| ۳۲   |                                                                                    | دزموند موریس        | بریتانیا                       | نویسنده کتاب کپی (جانور) برهنه                                                            | | [ ۳۱۱ ] [ ۳۱۲ ]                                         |
| ۳۳   |                                                                                    | فریتس مولر          | آلمان · برزیل                  | تقلید مولرین                                                                              | | [ ۳۱۳ ]                                                 |
| ۳۴   |                                                                                    | پی‌زی مایرز          | ایالات متحده آمریکا            | زیست‌شناسی رشد                                                                             | استاد دانشگاه مینه‌سوتا موریس | [ ۳۱۴ ]                                                 |
| ۳۵   |                                                                                    | پائول نرس           | بریتانیا                       | چرخه یاخته رئیس سابق انجمن سلطنتی رئیس مؤسسه فرانسیس کریک جایزه نوبل فیزیولوژی و پزشکی    | | [ ۳۱۵ ]                                                 |
| ۳۶   |                                                                                    | ریتا لوی مونتالچینی | ایتالیا                        | عامل رشد عصب نشان ملی علوم جایزه نوبل فیزیولوژی و پزشکی                                   | | [ ۳۱۶ ]                                                 |
| ۳۷   |                                                                                    | الکساندر اپارین     | اتحاد جماهیر شوروی             | کواسروات نظریه پیداش حیات                                                                 | | [ ۳۱۷ ]                                                 |
| ۳۸   |                                                                                    | ریچارد رابرتس       | بریتانیا                       | اینترون متیلاسیون دی‌ان‌ای زیست‌شناسی محاسباتی جایزه نوبل فیزیولوژی و پزشکی                  | | [ ۳۱۸ ] [ ۳۱۹ ] [ ۳۲۰ ]                                 |
| ۳۹   |                                                                                    | مایکل اسمیت         | بریتانیا · کانادا              | جایزه نوبل شیمی جهش‌زایی هدایت شده                                                         | | [ ۳۲۱ ]                                                 |
| ۴۰   |                                                                                    | ریچارد لیکی         | بریتانیا                       | دیرین‌مردم‌شناس کشف سنگواره‌های انسانی                                                       | | [ ۳۲۲ ]                                                 |
| ۴۱   |                                                                                    | رابرت ساپولسکی      | ایالات متحده آمریکا            | انسان‌شناسی زیستی                                                                          | استاد دانشگاه استنفورد | [ ۳۲۳ ]                                                 |
| ۴۲   |                                                                                    | کریستین دو دوو      | بلژیک                          | اندامک کشف لیزوزوم کشف پراکسی زوم جایزه نوبل فیزیولوژی و پزشکی                            | | [ ۳۲۴ ] [ ۳۲۵ ] [ ۳۲۶ ] [ ۳۲۷ ]                         |
| ۴۳   |                                                                                    | گوستاو تئودور فخنر  | آلمان                          | قانون وبر-فخنر بنیان‌گذار روان فیزیک                                                       | | [ ۳۲۸ ]                                                 |
| ۴۴   |                                                                                    | امیل دو بوآ ریمون   | آلمان                          | عصب محیطی پتانسیل عمل                                                                     | | [ ۳۲۹ ]                                                 |
| ۴۵   |                                                                                    | توماس آیزنر         | آلمان · ایالات متحده آمریکا    | پدر بوم‌شناسی شیمیایی                                                                      | | [ ۳۳۰ ]                                                 |
| ۴۶   |                                                                                    | ژاک لاکان           | فرانسه                         | سوبژه روانکاوی مرحله آئینه                                                                | | [ ۳۳۱ ]                                                 |
| ۴۷   |                                                                                    | ویلهلم رایش         | اتریش                          | روانکاوی انقلاب جنسی روان‌شناسی گروهی فاشیسم                                               | | [ ۳۳۲ ]                                                 |
| ۴۸   |                                                                                    | الیور ساکس          | بریتانیا                       | نویسنده کتابهای با مضمون بررسی موردی برخی ار بیمارانش                                     | استاد عصب‌شناسی دانشکده پزشکی دانشگاه نیویورک | [ ۳۳۳ ] [ ۳۳۴ ]                                         |
| ۴۹   |                                                                                    | هرمان جوزف مولر     | ایالات متحده آمریکا            | جایزه نوبل فیزیولوژی و پزشکی کشف اثرات ژنتیکی پرتوزایی                                    | | [ ۳۳۵ ]                                                 |
| ۵۰   |                                                                                    | مایکل روزبش         | ایالات متحده آمریکا            | ساعت زیستی جایزه نوبل فیزیولوژی و پزشکی                                                   | | [ ۳۳۶ ]                                                 |
| ۵۱   |                                                                                    | جان سالستن          | بریتانیا                       | آپوپتوز توالی‌یابی کل ژنوم پروژه ژنوم انسان جایزه نوبل فیزیولوژی و پزشکی                   | | [ ۳۳۷ ] [ ۳۳۸ ]                                         |
| ۵۲   |                                                                                    | نیکلاس تینبرگن      | هلند                           | جانورشناسی کردارشناسی جایزه نوبل فیزیولوژی و پزشکی                                        | | [ ۳۳۹ ]                                                 |
| ۵۳   |                                                                                    | جرج والد            | ایالات متحده آمریکا            | کشف نقش رنگدانه در شبکیه جایزه نوبل فیزیولوژی و پزشکی                                     | | [ ۳۴۰ ]                                                 |
| ۵۴   |                                                                                    | سم هریس             | ایالات متحده آمریکا            | نقد دین خداناباوری نو کتاب پایان ایمان                                                    | از او به عنوان یکی از چهار چهره برجسته خداناباوری نو یاد می‌شود. او در نقلی می‌گوید: خدا یا نمی‌تواند جلوی فجایع را بگیرد یا اهمیتی نمی‌دهد یا وجود ندارد. خدا یا ناتوانست یا شرور یا خیالی. جناحتان را عاقلانه انتخاب کنید.  | [ ۳۴۱ ] [ ۳۴۲ ]                                         |
| ۵۵   |                                                                                    | ویلیام باتسون       | بریتانیا                       | وراثت رایج کردن کلمه ژنتیک                                                                | | [ ۳۴۳ ]                                                 |
| ۵۶   |                                                                                    | نورمن بتهون         | کانادا                         | مخترع دستگاهای سیار پزشکی و روش‌های انتقال خون                                             | | [ ۳۴۴ ]                                                 |
| ۵۷   |                                                                                    | کالین بلیک‌مور       | بریتانیا                       | استاد عصب‌شناسی و فلسفه دانشگاه لندن                                                       | | [ ۳۴۵ ]                                                 |
| ۵۸   |                                                                                    | کریستین بور         | دانمارک                        | پژوهش‌های فیزیولوژی                                                                        | او پدر نیلز بور (برنده جایزه نوبل) و پدربزرگ آگه بور (برنده جایزه نوبل فیزیک) بود. | [ ۳۴۶ ]                                                 |
| ۵۹   |                                                                                    | سیدنی برنر          | آفریقای جنوبی                  | ژنتیک کرم الگانس جایزه نوبل شیمی                                                          | | [ ۳۴۷ ]                                                 |
| ۶۰   |                                                                                    | کالوین بریجز        | ایالات متحده آمریکا            | وراثت کروموزوم پلی‌تن                                                                      | | [ ۳۴۸ ]                                                 |
| ۶۱   |                                                                                    | جفری برنستاک        | بریتانیا · استرالیا            | علوم اعصاب آدنوزین تری‌فسفات ابداع واژه سیگنال‌دهی پیوریژنیک                                | | [ ۳۴۹ ] [ ۳۵۰ ]                                         |
| ۶۲   |                                                                                    | شان کارول           | ایالات متحده آمریکا            | ساماندهی بیان ژن                                                                          | استاد زیست‌شناسی دانشگاه ویسکانسین-مدیسن | [ ۳۵۱ ]                                                 |
| ۶۳   |                                                                                    | جورج واشینگتن کریل  | ایالات متحده آمریکا            | اولین انتقال خون موفق ابداع فورسپس کرایل ابداع روشی برای مصرف افیون به‌عنوان مسکن          | | [ ۳۵۲ ]                                                 |
| ۶۴   |                                                                                    | اِوالد هِرینگ         | آلمان                          | دید رنگی نظریه فرایند مخالف                                                               | فرایند مخالف بیان می‌کند که مبنای دید رنگی بر اساس پردازش سیگنالهای سلولهای مخروطی و استوانه‌ای و برهم‌کنش میان این دو نوع سلول، است.                                                                                        | [ ۳۵۳ ] [ ۳۵۴ ]                                         |
| ۶۵   |                                                                                    | بریجید هوگان        | بریتانیا · ایالات متحده آمریکا | ترانس‌ژن سلول‌های بنیادی تحقیقات در مورد پستانداران                                         | استاد دپارتمان زیست‌شناسی سلولی در دانشگاه دوک | [ ۳۵۵ ]                                                 |
| ۶۶   |                                                                                    | فرد هالوس           | نیوزیلند · استرالیا            | چشم‌پزشکی                                                                                  | او به‌خاطر بازگرداندن بینایی هزاران نفر در استرالیا و دیگر کشورها شناخته می‌شود. | [ ۳۵۶ ]                                                 |
| ۶۷   |                                                                                    | نیکولاس هامفری      | بریتانیا                       | هوش خودآگاهی هوش ماکیاولی                                                                 | | [ ۳۵۷ ]                                                 |
| ۶۸   |                                                                                    | جان هالینگز جکسون   | بریتانیا                       | صرع از بنیان‌گذاران مجله مغز                                                               | | [ ۳۵۸ ] [ ۳۵۹ ]                                         |
| ۶۹   |                                                                                    | دونالد جانسون       | ایالات متحده آمریکا            | کشف فسیل لوسی                                                                             | | [ ۳۶۰ ] [ ۳۶۱ ]                                         |
| ۷۰   |                                                                                    | استیو جونز          | بریتانیا                       | ترویج علم درک عمومی از علم                                                                | او رئیس قبلی کالج دانشگاهی لندن و یکی از شناخته شده‌ترین نویسندگان در حوزه فرگشت است. | [ ۳۶۲ ] [ ۳۶۳ ]                                         |
| ۷۱   |                                                                                    | پال کامرر           | اتریش                          | لامارکیسم                                                                                 | | [ ۳۶۴ ] [ ۳۶۵ ]                                         |
| ۷۲   |                                                                                    | گِرت کلنبرگر-گوجر    | سوئیس                          | باکتریوفاژ نوترکیبی ژنی زیست‌شناسی مولکولی سیستم اصلاح محدودیت دی‌ان‌ای                      | | [ ۳۶۶ ]                                                 |
| ۷۳   |                                                                                    | الکساندر لانگمویر   | ایالات متحده آمریکا            | بنیان‌گذاری سرویس اطلاعاتی بیماری‌های همه‌گیر                                                | | [ ۳۶۷ ]                                                 |
| ۷۴   |                                                                                    | پائولو مانتگازا     | ایتالیا                        | تحقیقات روی برگ کوکا                                                                      | | [ ۳۶۸ ]                                                 |
| ۷۵   |                                                                                    | جیکوب مولشات        | هلند                           | ماتریالیسم علمی                                                                           | | [ ۳۶۹ ]                                                 |
| ۷۶   |                                                                                    | نورمن پیری          | بریتانیا                       | بلوری شدن ویروس                                                                           | تحقیقات او در زمینه کشف بلوری شدن ویروس‌ها، گامی مهم در راستای تعیین ساختار دی‌ان‌ای و آران‌ای بود. | [ ۳۷۰ ]                                                 |
| ۷۷   |                                                                                    | آلیس رابرتز         | بریتانیا                       | ترویح علم مستندساز علمی                                                                   | استاد دانشگاه بیرمنگام | [ ۳۷۱ ]                                                 |
| ۷۸   |                                                                                    | آدام رادرفورد       | بریتانیا                       | منشأ حیات آینده حیات                                                                      | | [ ۳۷۲ ]                                                 |
| ۷۹   |                                                                                    | نادرین سیمان        | ایالات متحده آمریکا            | نانوفناوری دی‌ان‌ای                                                                         | | [ ۳۷۳ ]                                                 |
| ۸۰   |                                                                                    | الیور اسمیتیز       | بریتانیا · ایالات متحده آمریکا | الکتروفورز ژل هدف‌گیری ژنی نوترکیبی همولوگ جایزه نوبل فیزیولوژی و پزشکی                    | | [ ۳۷۴ ]                                                 |
| ۸۱   |                                                                                    | رابرت اسپیتزر       | ایالات متحده آمریکا            | مشارکت کننده اصلی در راهنمای تشخیصی و آماری اختلال‌های روانی                               | از اقدامات مهم او دسته‌بندی اختلات روانی و خارج کردن همجنس‌گرایی از فهرست اختلالات روانی در سال ۱۹۷۳ است. | [ ۳۷۵ ]                                                 |
| ۸۲   |                                                                                    | آرتور تانزلی        | بریتانیا                       | پیشگام علم اکوسیستم                                                                       | | [ ۳۷۶ ]                                                 |
| ۸۳   |                                                                                    | نیکلای واویلف       | روسیه                          | مرکز واویلف                                                                               | او بخش عمده‌ای از زندگی‌اش را صرف مطالعه و بهسازی گیاهانی چون گندم، ذرت و دیگر غلات نمود. | [ ۳۷۷ ]                                                 |
| ۸۴   |                                                                                    | کریگ ونتر           | ایالات متحده آمریکا            | دی‌ان‌ای متاژنومیکس ژنوم انسان روش تعیین توالی تفنگ ساچمه‌ای                                 | | [ ۳۷۸ ]                                                 |
| ۸۵   |                                                                                    | ویلیام گری والتر    | ایالات متحده آمریکا · بریتانیا | امواج آلفا امواج دلتا نوسان عصبی ربات خودمختار                                            | | [ ۳۷۹ ]                                                 |
| ۸۶   |                                                                                    | جان بی. واتسون      | ایالات متحده آمریکا            | بنیان‌گذار رفتارگرایی اصلاح رفتار                                                          | | [ ۳۸۰ ] [ ۳۸۱ ] [ ۳۸۲ ]                                 |
| ۸۷   |                                                                                    | امیل زاکرکاندل      | اتریش · فرانسه                 | فرگشت ملکولی ساعت مولکولی نظریه طبیعی فرگشت مولکولی                                       | | [ ۳۸۳ ]                                                 |
| ۸۸   |                                                                                    | آیزاک آسیموف        | روسیه · ایالات متحده آمریکا    | نقد دین علم به زبان ساده قوانین سه‌گانه رباتیک                                             | او استاد بیوشیمی در دانشگاه بوستون بود و تخمین زده می‌شود بیش از ۵۰۰ کتاب در زمینه‌های مختلفی مانند شیمی، اخترشناسی، ریاضی، تاریخ، ادبیات و نقد کتابهای مذهبی و همچنین حدود ۹۰ هزار نامه و کارت پستال از او به جا مانده‌است. | [ ۳۸۴ ] [ ۳۸۵ ]                                         |
| ۸۹   |                                                                                    | جک سوشی             | آفریقای جنوبی · بریتانیا       | پزشکی زایمان پزشکی زنان استفاده از پنی‌سیلین در بیماری‌های آمیزشی                           | وی پدر دیوید سوشی، بازیگر نقش هرکول پوآرو است. | [ ۳۸۶ ]                                                 |
| ۹۰   |                                                                                    | لوئیس ولپورت        | آفریقای جنوبی · بریتانیا       | مروج علم زیست‌شناسی رشد                                                                    | | [ ۳۸۷ ]                                                 |

### زمین‌شناس
| ردیف | نگاره | نام               | ملیت                | دلیل شهرت                                     | توضیحات                    | منابع   |
| ---- | ----- | ----------------- | ------------------- | --------------------------------------------- | -------------------------- | ------- |
| ۱    |       | دونالد پروترو     | ایالات متحده آمریکا | دیرینه‌شناسی پستانداران چینه‌شناسی مغناطیسی     |                            | [ ۳۸۸ ] |
| ۲    |       | جلال شنگور        | ترکیه               | زمین‌ساخت ترکیه و آسیا                         | استاد دانشگاه فنی استانبول | [ ۳۸۹ ] |
| ۳    |       | ولادیمیر ورنادسکی | روسیه · اوکراین     | بنیان‌گذار زمین‌شیمی، بیوژئوشیمی و رادیوژئولوژی |                            | [ ۳۹۰ ] |

### علوم مهندسی
| ردیف | نگاره | نام                 | ملیت                           | دلیل شهرت | توضیحات                | منابع                           |
| ---- | ----- | ------------------- | ------------------------------ | --- | ---------------------- | ------------------------------- |
| ۱    |       | رادنی بروکس         | استرالیا                       | علوم رباتیک |                        | [ ۳۹۱ ]                         |
| ۲    |       | چارلز فرانسیس ریشتر | ایالات متحده آمریکا            | پدیدآوردن مقیاس ریشتر |                        | [ ۳۹۲ ]                         |
| ۳    |       | هربرت کرومر         | ایالات متحده آمریکا            | لیزر اتصال ناهمگون جایزه نوبل فیزیک ترانزیستور پیوند نامتناجس                                                                                                 |                        | [ ۳۹۳ ]                         |
| ۴    |       | ژوزف میشل مون‌گلفیه  | ایالات متحده آمریکا            | مخترع بالن هوای گرم |                        | [ ۳۹۴ ] [ ۳۹۵ ]                 |
| ۵    |       | دن شختمن            | اسرائیل                        | شبه‌کریستال جایزه نوبل شیمی |                        | [ ۳۹۶ ]                         |
| ۶    |       | هانس آلفون          | سوئد                           | مگنتوهیدرودینامیک جایزه نوبل فیزیک |                        | [ ۳۹۷ ] [ ۳۹۸ ] [ ۳۹۹ ] [ ۴۰۰ ] |
| ۷    |       | بوریس چِتروک         | روسیه                          | طراح سیستم کنترل در برنامه فضایی شوروی |                        | [ ۴۰۱ ]                         |
| ۸    |       | پال مک‌کریدی         | ایالات متحده آمریکا            | بنیان‌گذار شرکت آیروویرومنت |                        | [ ۴۰۲ ]                         |
| ۹    |       | هیرام ماکسیم        | ایالات متحده آمریکا · بریتانیا | مخترع مسلسل ماکسیم مدعی اختراع لامپ روشنایی ثبت اختراع اتوی مو، تله موش و پمپ‌های بخار                                                                         |                        | [ ۴۰۳ ]                         |
| ۱۰   |       | فرانک وایتل         | بریتانیا                       | اختراع موتور توربوجت یکی از پدران پیشرانه جت |                        | [ ۴۰۴ ]                         |
| ۱۱   |       | استیو وازنیک        | ایالات متحده آمریکا            | توسعه دهنده اپل ۱ یکی از توسعه دهندگان اپل ۲ یکی از بنیان‌گذاران شرکت اپل یکی از پیشگامان انقلاب رایانه خانگی                                                  |                        | [ ۴۰۵ ]                         |
| ۱۲   |       | کنراد تسوزه         | آلمان                          | از پیشگامان علوم رایانه پلن‌کلکولوس ساخت نخستین رایانه عملیاتی قابل برنامه‌ریزی و کاملاً خودکار جهان به نام زد۳ و احتمالاً نخستین رایانه دیجیتال و تجاری جهان زد۴ | او یک مهندس عمران بود. | [ ۴۰۶ ] [ ۴۰۷ ]                 |

### علوم انسانی
| ردیف | نگاره | نام                  | ملیت                           | دلیل شهرت                                                                                             | توضیحات | منابع                                           |
| ---- | ----- | -------------------- | ------------------------------ | --- | --- | ----------------------------------------------- |
| ۱    |       | ریموند کاتل          | بریتانیا · ایالات متحده آمریکا | روان‌شناسی شخصیت پرسشنامه شخصیتی ۱۶ عاملی                                                              | | [ ۴۰۸ ]                                         |
| ۲    |       | بی‌اف اسکینر          | ایالات متحده آمریکا            | جعبهٔ اسکینر شرطی‌شدن فعال رفتارگرایی رادیکال نشان ملی علوم                                             | او همچنین دارای اختراعاتی مانند ثبات متوالی، گهواره معلق، ماشین آموزش و ماشین جمع‌کننده کلامی بوده‌است.                                                                 | [ ۴۰۹ ] [ ۴۱۰ ] [ ۴۱۱ ] [ ۴۱۲ ] [ ۴۱۳ ] [ ۴۱۴ ] |
| ۳    |       | آلبرت الیس           | ایالات متحده آمریکا            | رفتاردرمانی معقول رفتاردرمانی شناختی                                                                  | | [ ۴۱۵ ]                                         |
| ۴    |       | هانس آیزنک           | بریتانیا                       | هوش روان‌پزشکی آموزش و پرورش شناخت درمانی پرسشنامه شخصیت آیزنک روان‌شناسی شخصیت روان‌شناسی تفاوت‌های فردی | | [ ۴۱۶ ]                                         |
| ۵    |       | لئون فستینگر         | ایالات متحده آمریکا            | ناهماهنگی شناختی نظریه مقایسه اجتماعی                                                                 | | [ ۴۱۷ ]                                         |
| ۶    |       | اریش فروم            | آلمان · ایالات متحده آمریکا    | اومانیسم مارکسیسم فلسفه غرب انسان‌گرایی نظریه اجتماعی                                                  | | [ ۴۱۸ ]                                         |
| ۷    |       | گرانویل استنلی هال   | ایالات متحده آمریکا            | نخستین رئیس دانشگاه کلارک بنیان‌گذار انجمن روان‌شناسی آمریکا                                            | | [ ۴۱۹ ]                                         |
| ۸    |       | ملانی کلاین          | اتریش · بریتانیا               | روش درمانی کودکان همانندسازی فرافکن تئوری رابطه اشیاء                                                 | | [ ۴۲۰ ]                                         |
| ۹    |       | آبراهام مازلو        | ایالات متحده آمریکا            | هرم سلسله‌مراتب نیازهای مزلو                                                                           | | [ ۴۲۱ ]                                         |
| ۱۰   |       | استیون پینکر         | ایالات متحده آمریکا            | روان‌شناسی فرگشتی نظریه محاسباتی ذهن                                                                   | او در نقلی می‌گوید: این طرز فکر که مذهب نیرویی برای صلح است، امروزه اغلب از جانب جناح راست مذهبی و هم پیمانانشان شنیده می‌شود که البته شواهد تاریخی آن را تأیید نمی‌کند. | [ ۴۲۲ ] [ ۴۲۳ ]                                 |
| ۱۱   |       | کارل راجرز           | ایالات متحده آمریکا            | روان‌درمانی آموزش دانش‌آموز محور آموزش انسان‌گرایانه                                                     | | [ ۴۲۴ ]                                         |
| ۱۲   |       | هربرت الکساندر سیمون | ایالات متحده آمریکا            | منطق‌دان عقلانیت محدود مسئله-حل‌کنِ عام نشان ملی علوم جایزه نوبل اقتصاد                                  | | [ ۴۲۵ ]                                         |
| ۱۳   |       | ماسیمو پیلیوچی       | ایالات متحده آمریکا            | نقد شبه‌علم نقد خلقت‌گرایی                                                                              | استاد کالج شهری نیویورک | [ ۴۲۶ ]                                         |
| ۱۴   |       | تئودور هولم نلسون    | ایالات متحده آمریکا            | ابرمتن ابررسانه                                                                                       | | [ ۴۲۷ ]                                         |
| ۱۵   |       | هکتور آوالوس         | ایالات متحده آمریکا            | دین‌شناسی                                                                                              | استاد دانشگاه ایالتی آیووا | [ ۴۲۸ ] [ ۴۲۹ ]                                 |
| ۱۶   |       | گرگوری بیتسون        | بریتانیا                       | سایبرنتیک گرفتاری دوسره                                                                               | | [ ۴۳۰ ]                                         |
| ۱۷   |       | دانیل اورت           | ایالات متحده آمریکا            | مطالعات فرهنگی و زبان‌شناسی دربارهٔ منطقه حوضه آمازون و مردم پیراها                                     | | [ ۴۳۱ ]                                         |
| ۱۸   |       | هلن فیشر             | ایالات متحده آمریکا            | انسان‌شناسی سکس، عشق، وابستگی و شخصیت                                                                  | | [ ۴۳۲ ]                                         |
| ۱۹   |       | ریموند فِرث           | نیوزیلند                       | انسان‌شناسی اقتصادی                                                                                    | | [ ۴۳۳ ]                                         |
| ۲۰   |       | آلفرد دلوین ناکس     | بریتانیا                       | پاپیروس‌شناسی                                                                                          | او عضو گروه رمزگشایی بریتانیا در جنگ جهانی اول موسوم به اتاق ۴۰ بود و نقشی مهم در رمزگشایی تلگراف زیمرمن داشت.                                                        | [ ۴۳۴ ]                                         |
| ۲۱   |       | مارک رابرتز          | بریتانیا                       | کاوش در گودال ارتهام متعلق به دوران پارینه‌سنگی زیرین                                                  | | [ ۴۳۵ ]                                         |
| ۲۲   |       | جاد سعد              | لبنان · کانادا                 | رفتار مصرف‌کننده روان‌شناسی فرگشتی                                                                      | | [ ۴۳۶ ]                                         |
| ۲۳   |       | فرانتس نویمان        | آلمان                          | سوسیالیسم ملی یکی از بنیان‌گذاران علوم سیاسی مدرن                                                      | | [ ۴۳۷ ]                                         |
| ۲۳   |       | آمارتیا سن           | هند                            | اقتصاد رفاه عدالت اجتماعی نظریه انتخاب اجتماعی جایزه نوبل اقتصاد                                      | استاد اقتصاد و فلسفه دانشگاه هاروارد | [ ۴۳۸ ] [ ۴۳۹ ]                                 |

## واژه‌نامه
1. ↑  Immortality
2. ↑  Some form of deity or higher power
3. ↑  God
4. ↑  A universal spirit or higher power
5. ↑  God or a higher power
6. ↑  Decision theory
7. ↑  Bishop–Phelps theorem
8. ↑  Vendergood language
9. ↑  Descriptive geometry
10. ↑  Subsurface
11. ↑  The Web Conference
12. ↑  Geometric algebra
13. ↑  De Morgan algebra
14. ↑  Dynkin diagram
15. ↑  Dynkin system
16. ↑  The Music of the Primes
17. ↑  Life table
18. ↑  Nuclear spectroscopy
19. ↑  Einstein–de Haas effect
20. ↑  de Haas–van Alphen effect
21. ↑  Shubnikov–de Haas effect
22. ↑  Thermal ionisation
23. ↑  BKS theory
24. ↑  Bohr–Sommerfeld theory
25. ↑  laser spectroscopy
26. ↑  Weak gravity conjecture
27. ↑  Randall–Sundrum model
28. ↑  Warped Passages
29. ↑  Group selection
30. ↑  Multilevel selection theory
31. ↑  Daisaku Ikeda
32. ↑  Isolobal principle
33. ↑  Bateson's cube
34. ↑  Purinergic signalling
35. ↑  Crile mosquito clamp
36. ↑  Opponent process
37. ↑  Machiavellian intelligence
38. ↑  Brain: A Journal of Neurology
39. ↑  Restriction modification system
40. ↑  Epidemic Intelligence Service
41. ↑  Homologous recombination
42. ↑  Neutral theory of molecular evolution
43. ↑  Magnetostratigraphy
44. ↑  Biogeochemistry
45. ↑  Radiogeology
46. ↑  AeroVironment
47. ↑  Steam pumps
48. ↑  16 Personality Factors
49. ↑  Cumulative recorder
50. ↑  Air crib
51. ↑  Teaching machine
52. ↑  Verbal summator
53. ↑  Therapeutic techniques for children
54. ↑  Student-centered learning
55. ↑  The Person-centered approach
56. ↑  General Problem Solver
57. ↑  Pirahã people
58. ↑  Papyrology
59. ↑  Room 40